# Podostrzyfszy...
Podostrzyfszy... – remix album polskiego zespołu hip-hopowego Warszafski Deszcz wykonany przez producenta O.S.T.R.-a wydany 18 września 2009 roku stanowiący remiks płyty Warszafskiego Deszczu Powrócifszy.... Album został wydany przez wytwórnie Wielkie Joł oraz Asfalt Records na dwóch 12" płytach winylowych, był ściśle limitowany, wytłoczono tylko czterysta egzemplarzy.

## Lista utworów
Opracowano na podstawie materiału źródłowego.
| Płyta 1 Strona A 1. „Już od '99 płynę” 2. „Tak się robi hip-hop” 3. „Czas nas zmienił chłopaki” (gościnnie: Metropolia) 4. „Więcej ruchów” Strona B 1. „W międzyczasie” 2. „Leniwy dzień” 3. „WuWua” 4. „Czuję się lepiej” |  | Płyta 2 Strona A 1. „Weź to kurwa podgłośnij” 2. „Świat zwariował w 33 lata” (gościnnie: Seta) 3. „Zawsze spoko” (gościnnie: Seta) 4. „Robi się przester” Strona B 1. „Mógłby być już piątek” 2. „Na kolana” 3. „Kolejny rajd (Tu i tam)” (gościnnie: Seta) 4. „I co teraz?” |